# 劉勝 (中山王)
劉勝（—前113年），漢景帝第九子。生母賈夫人，同母兄趙敬肃王劉彭祖，漢武帝的異母兄，封中山王，谥号靖，即中山靖王。根据《三国志》记载，刘胜为蜀汉皇帝的直系祖先。

## 生平
漢景帝前元二年（前155年），漢景帝封其同母兄劉彭祖为廣川王。
漢景帝前元三年（前154年），赵王刘遂谋反后，改封刘彭祖為赵王，另封劉勝为中山王。
建元三年（前138年），劉胜與代王劉登、长沙王劉发、济川王劉明前往長安拜見漢武帝。漢武帝舉辦宴會招待他們，劉勝在宴會上痛哭流涕。漢武帝詢問原因，劉勝藉機控訴監察諸侯王的官員故意陷害諸侯王。於是漢武帝採取措施緩和諸侯王和監察官的關係。
劉勝好酒色，日日寵幸後宮，兒孫共計一百二十餘人。趙王劉彭祖批评弟弟劉勝，作为藩王，不佐天子抚慰百姓，只知道奢侈荒淫。劉勝反驳，说哥哥作为王爵，却幹一些官吏幹的事，国王就该听音乐，御声色，其意思是朝廷不是派親王來治國，而是享受的。劉勝曾創作描寫乌木的作品《文木赋》。
前113年二月，劉勝病卒，嫡子劉昌继位。

## 家庭

### 后妃
- 竇綰

### 儿子
劉勝的儿子和孙子总数一百二十多人，
1. 中山哀王劉昌
2. 广望節侯劉忠（－前98年）
3. 将梁侯劉朝平
4. 薪館侯劉未央
5. 陸城侯劉貞，漢昭烈帝刘备的祖先
6. 薪處侯劉嘉
7. 陸地侯劉義
8. 臨乐敦侯劉光（－前106年）
9. 東野戴侯劉章
10. 高平侯劉喜
11. 广川侯劉頗
12. 乘丘節侯劉将夜（－前114年）
13. 高丘哀侯劉破胡（－前116年）
14. 柳宿夷侯劉蓋（－前121年）
15. 戎丘侯劉让
16. 樊輿節侯劉修（－前89年）
17. 曲成侯劉万歳
18. 安敦于侯劉传富
19. 安险侯劉应
20. 安道侯劉恢
21. 澎侯劉屈氂，汉武帝末年丞相

### 后裔

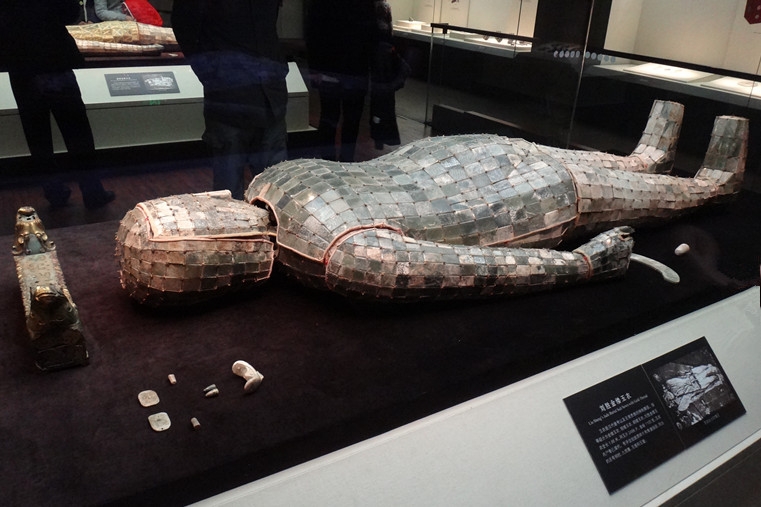
劉勝金縷玉衣

- 劉備
- 劉禪
- 劉琨[8]

## 考古研究
1968年，在河北省保定专区满城县，发掘了埋葬劉勝和王妃竇氏的中山靖王墓。墓中出土刘胜金缕玉衣以及王妃竇綰的銀縷玉衣。刘胜金缕玉衣內殘存灰褐色的骨灰和牙齿的琺瑯質外殼碎片。竇綰的銀縷玉衣內留有脊骨、肋骨、盆骨以及牙齒的琺瑯質外殼。发掘作业中又发现长信宫灯、漏壺。

## 延伸阅读
[在维基数据编辑]
 《史記/卷059》，出自司馬遷《史記》
 《漢書/卷053》，出自班固《漢書》
 在维基共享资源阅览影像